# 扎巴夫内
扎巴夫内（烏克蘭語：Забавне），是烏克蘭東部哈爾科夫州伊久姆區伊久姆市镇内的村落。距離伊久姆7公里，始建於1975年，面積0.38平方公里，海拔高度119米，2001年人口197。